# Manto de la Virgen del Pilar

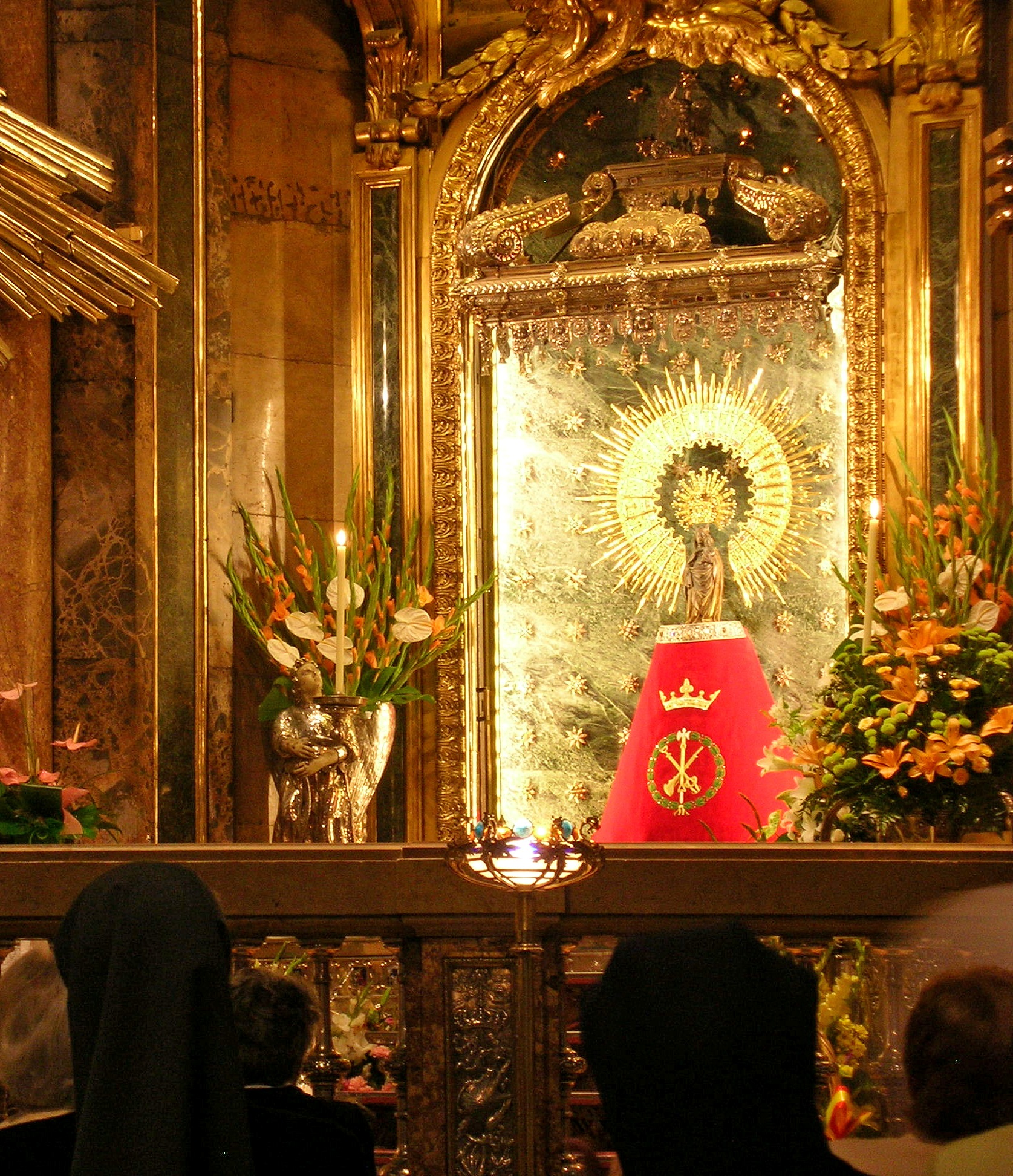
La Virgen del Pilar con manto

El manto de la Virgen del Pilar es la vestimenta que cubre la columna de la Virgen del Pilar que se venera en la Basílica del Pilar en Zaragoza. 
Los mantos son piezas de tela generalmente enriquecidas con bordados, que embellecen la imagen que se encuentra dentro del camarín de la basílica-catedral. Por lo general, son donados por fieles devotos o diversas instituciones entre las que se encuentran clubes deportivos (Real Zaragoza), medios de comunicación (Heraldo de Aragón, Cope) o institutos armados (Guardia Civil). En la actualidad, la Virgen cuenta con más de 450 mantos diferentes que se guardan en la sacristía de la basílica.

## Historia
Según los documentos que se conservan en el Pilar, en el año 1504, la Virgen ya se vestía con manto y en 1577 había catalogados 77 mantos. La forma de su  colocación no ha sido constante sino que ha variado a lo largo de los siglos. En un principio, cuando no tenían una forma definida, los mantos se colocaban directamente sobre la cabeza de la Virgen. Más adelante, estas prendas pasaron a cubrir la columna y parte de la imagen. Finalmente, a partir del siglo XVIII adoptaron la forma de colocación que conocemos en la actualidad por la que se cubre la columna quedando completamente descubierta la imagen de la Virgen.

## Tradición de colocación
La Virgen del Pilar viste manto todos los días con excepción de tres fechas a lo largo del mes: estos son los días 2, 12 y 20. Las razones son puramente históricas: 
- el día 2, en recuerdo del 2 de enero en el que por tradición, la Virgen se apareció al apóstol Santiago en Zaragoza, entregándole la columna
- el día 12, en razón del día 12 de octubre que fue la fecha en que se dedicó el templo
- el día 20, en recuerdo de la coronación canónica del Pilar que tuvo lugar un 20 de mayo.[3]

La Virgen luce cada día un manto diferente. En la actualidad, cada noche tras cerrar la Basílica-Catedral, es el Capellán de la Virgen quien accede a su camarín para retirar el manto que la ha cubierto durante la jornada y coloca el que lucirá al día siguiente.

## Curiosidades

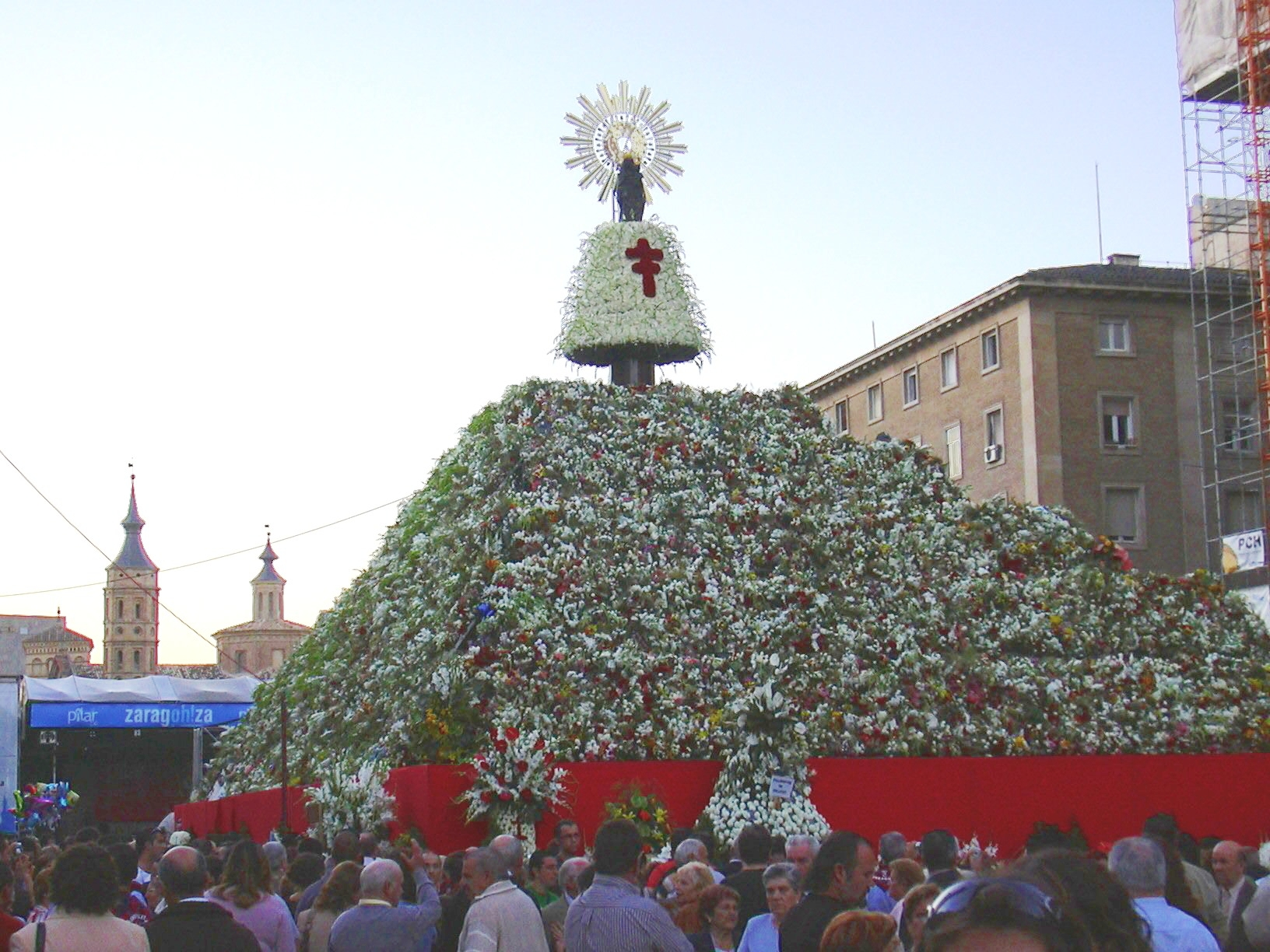
Imagen de la Virgen cubierta de flores

- El 12 de octubre, festividad del Pilar, es tradición en Zaragoza la celebración de la ofrenda de flores por la que el pueblo ataviado con trajes regionales obsequia a la Virgen flores de diversos tipos y en muy variadas composiciones. Desde hace unos años el ayuntamiento instala en la plaza del Pilar una estructura metálica con la forma de la Virgen en la que se confecciona un manto de flores con las que van entregando los oferentes. Se calcula que su número alcanza los siete millones de flores. En 2019 un conjunto de 24 jardineros, cien auxiliares de jardinería y otros 135 colaboradores se encargaron de cubrir la estructura metálica que contaba con más de 440 metros cuadrados de superficie.[4]
- Durante la pandemia de coronavirus de 2020 y 2021, la Virgen del Pilar dejó de lucir su manto durante varios meses para cumplir con las normas de seguridad que aconsejaban reducir el contacto con los objetos.[5]
- Es tradición que los niños pasen a besar por el manto de la Virgen antes de realizar su primera comunión. Para ello, se hacen acompañar de uno de los infanticos del Pilar, suben la escaleras que conducen a la imagen y besan el manto.